# Hanna Mall
Hanna Mall (* 27. Februar 1990 in Heilbronn) ist eine deutsche Schauspielerin und Sängerin.

## Leben
Hanna Mall besuchte von 2012 bis 2016 die Folkwang Universität der Künste, wo sie nebst einem Schauspiel- auch ein Gesangs- und Tanzstudium absolvierte. In den Jahren 2018 bis 2019 belegte sie diverse Workshops an der Internationalen Filmschule in Köln. Ab 2014 spielte sie auf verschiedenen Bühnen in Theaterstücken und Musicals, so beispielsweise an den Freilichtspielen Schwäbisch Hall, an der Oper Leipzig oder der Musikalischen Komödie Leipzig.
Ihre erste Hauptrolle in einer TV-Produktion hatte sie im Jahr 2022 in der Inga-Lindström-Verfilmung Die Süße des Lebens.
Sie lebt heute in Hamburg.

## Filmografie
- 2018: Wo kann man das kaufen (Musikvideo Alligatoah)
- 2021: Überraschung (Kurzfilm)
- 2021: Alte Bekanntschaft (Kurzfilm)
- 2023: Inga Lindström: Die Süße des Lebens (Fernsehreihe)

## Theater (Auswahl)
- 2014: Into the Woods (Theater Oberhausen)
- 2015: City of Angels (Theater im Rathaus Essen)
- 2016: Pippi Langstrumpf, Jesus Christ Superstar (Freilichtspiele Schwäbisch Hall)
- 2017: Kabale und Liebe, Der kleine Horrorladen (Burgfestspiele Mayen)
- 2018: Doktor Schiwago (Oper Leipzig)
- 2019–2021: Pretty Woman (Theater an der Elbe Hamburg)
- 2022: Der Kleine Horrorladen (Freilichtspiele Schwäbisch Hall)

## Auszeichnungen
- 2015: 2. Preis Bundesgesangswettbewerb – Hauptwettbewerb Musical